# جون أونيل (لاعب كرة قدم)
جون أونيل (بالإنجليزية: John O'Neill)‏ (8 سبتمبر 1935 بدبلن في جمهورية أيرلندا - 23 سبتمبر 2012 ببلاكبول في المملكة المتحدة) هو لاعب كرة قدم أيرلندي في مركز الدفاع. شارك مع منتخب جمهورية أيرلندا لكرة القدم. أما مع النوادي، فقد لعب مع بريستون نورث إيند وووترفورد يونايتد ونادي بارو ونادي درومكوندرا ‏.

## وصلات خارجية
- جون أونيل على موقع قاعدة بيانات كرة القدم.إي يو (الإنجليزية)